# Onuphis iridescens
Onuphis iridescens är en ringmaskart som först beskrevs av Herbert Parlin Johnson 1901. Onuphis iridescens ingår i släktet Onuphis, och familjen Onuphidae.
Artens utbredningsområde är havet kring Nya Zeeland. Inga underarter finns listade i Catalogue of Life.